# Oriolus crassirostris
Oriolus crassirostris là một loài chim trong họ Oriolidae.